# Меирбеков, Алмабек Ордабекович
Алмабек Ордабекович Меирбеков (каз. Мейірбеков Алмабек Ордабекұлы; 9 августа 1955, Алма-Ата, Казахстан ― 17 июля 2008, Алма-Ата) ― казахстанский композитор, член Союза композиторов СССР и Союза композиторов Казахстана.

## Биография
Родился в семье музыкантов 9 августа 1955 года в Алма-Ате. Отец - Ордабек выходец из крестьянской семьи, жившей в предгорье Каратау в селе Карагаш. Дед Меирбек и бабушка Батпа были очень музыкальны, пели и играли на домбре. Отец и мать Зере Бейсембаева окончили Алма-атинскую консерваторию им. Курмангазы по классу трёхструнного кобыза у профессора Фатимы Балгаевой, позже работали в оркестре им. Курмангазы при Ахмете Жубанове.
Получил начальное профессиональное образование в РССМШИ для одаренных детей им. К. Байсеитовой (1963—1974), где обучался по классу баяна у Рашида Гарифулловича Заирова и факультативно по композиции у Нагима Мендыгалиевича Мендыгалиева.
Окончив школу в 1974 году, поступил в класс композиции профессора, народного артиста СССР Куддуса Кужамьярова в Алма-атинской государственной консерватории им. Курмангазы. В годы учёбы написан ряд камерных сочинений и Симфоническая поэма (дипломная работа, 1974). За второй струнный квартет («Памяти комсомольцев Казахстана») А. Меирбеков получил звание лауреата на Всесоюзном конкурсе композиторов в Москве (1980).
Будучи студентом преподавал в РССМШИ им. А. Жубанова (1976—1980). В 1980—1984 годах обучался в ассистентуре-стажировке Алма-атинской консерватории им. Курмангазы. 9 июля 1982 года А. Меирбеков стал членом Союза композиторов СССР.
В 1985—1988 годах работал старшим методистом отдела театров Союза композиторов Казахстана.
В 1988—1992 годы посвятил творческой работе.
С 1992 по 2000 годы работал редактором на Казахском радио (с 1994 — Республиканская корпорация «Телевидение и радио Казахстана»).
С 2000 года преподавал музыкально-теоретические дисциплины в Республиканском эстрадно-цирковом колледже.

## Музыкальный стиль
Стиль Алмабека Меирбекова отражает типичные для представителей национальных композиторских школ поиски путей соединения национального начала и достижений мировой академической музыки. Профессор, доктор искусствоведения С. А. Кузембаева высоко оценила «яркий национальный колорит, эмоциональную насыщенность, мелодическую теплоту и оркестровую изобретательность» произведений композитора.
Меирбеков принадлежит к сложившейся в 1980-е годы группе казахстанских композиторов, объединённых общими эстетическими установками на синтез национального и общемирового на новом уровне, отказ от прямых цитат и транскрипций через гармонизацию фольклорных мелодий, расширение спектра музыкально-художественных средств.

В таких произведениях, как Второй (1980) и Третий (1987) квартеты, Соната-фантазия для фортепиано (1983), Соната для скрипки и фортепиано (1985), Концерт для гобоя и камерного оркестра (1989) А. Меирбеков опирается на идеи неоклассицизма и полистилистики. С одной стороны, он претворяет в песнях и инструментальных произведениях мелодику лирических песен казахских акынов XIX столетия, с другой стороны, тяготеет к полифонической фактуре, лаконичности музыкальных высказываний, строгости формы, характерной для произведений барокко и классицизма.
Отдельную стилистическую сферу, особенно в последние годы жизни, образуют произведения для оркестра народных инструментов. В них отражено стремление композитора глубже понять традиционное искусство. Большинство его кюев для оркестра казахских народных инструментов основаны на принципах формообразования, ладового и ритмического мышления домбрового кюя.

## Преподавательская работа
В разные годы А.Меирбеков преподавал инструментовку и чтение партитур в Казахской национальной консерватории им. Курмангазы (1980—1987, 2007—2008), сольфеджио и теорию музыки в Академии искусств им. Жургенова (1998—2000), анализ музыкальных произведений и гармонию в эстрадно-цирковом колледже им. Ж.Елебекова (2000—2008). По инициативе композитора в 2006 году при колледже создан ансамбль народных инструментов.

## Основные произведения

##### Симфонические произведения
- «Симфоническая поэма» (1979)
- «Поэма» для симфонического оркестра (1984)
- Сюита из балета «Алдар — Косе» для симфонического оркестра (1986)
- Увертюра «Жастык» (1987)
- «Шабыт» симфонический кюй (1987)
- «Вальс» оркестровая пьеса (1990)
- «Проделки плута» вокально-симфоническая сюита /сл. П.Штифмана/ (1990)
- «Баксы» симфоническая картина (1991)
- Симфония D-dur (1991)
- «Қобыз сазы» симфонический кюй (1991)

##### Камерные произведения
- Пьеса для скрипки и фортепиано. (1974)
- «Шығыс биі» пьеса для фортепиано. (1976)
- Пьеса для скрипки и фортепиано. (1976)
- «Мажор квартет» (1978)
- Вариации для скрипки, альта, виолончели и фортепиано (1979)
- Квартет № 2 «Квартет памяти комсомольцев Казахстана» (1980)
- Соната-фантазия для фортепиано. (1983)
- Соната для скрипки и фортепиано. (1985)
- Квартет № 3. для двух скрипок, альта, виолончели (1987)
- Две пьесы для фортепиано (1988)
- Концерт для гобоя и камерного оркестра (1989)

##### Произведения для оркестра народных оркестров
- «Қобыз сазы» кюй (1986)
- «Надыр» (1992)
- «Шаттық кюй» (2005)
- «Бастау» кюй для оркестра народных инструментов. (2007)
- «Ерден» пьеса для оркестра народных инструментов. (1989)

##### Музыка к спектаклям и кинофильмам
- Музыка к спектаклю «Слова заветные» по Л.Симонову в 2-х актах, /16 номеров для симфонического оркестра/ (1982)
- Музыка к спектаклю «Легенда о белой птице» по пьесе Н.Оразалина в 2-х актах, /14 номеров/ (1982)
- Музыка к спектаклю «Бука», /10 номеров для малого симфонического оркестра/ (1983
- Музыка к художественному фильму «Выше гор» /для камерного оркестра/) (1986)
- Музыка к спектаклю «Дымың ішіңде болсын» в 2-х актах, /6 номеров/(1991)
- Музыка к художественному фильму «Дархан» (2003)

##### Хоры и песни
- Колыбельная (1976)
- «Дай мне поверить» С. Капутикян (1980)
- «Это правда» (1980)
- «Волшебный цветок» /сл. Н. Стеценко/ (1984)
- «Қайда жүрдің» /сл. Э. Ормановой/ (1986)
- «Хорал» для хора (1986)
- «Алматым менің» /сл. С. Жиенбаева/ (1987)
- «Песенка о старых друзьях» для детского хора (1989)
- «Кездесу» /сл. И. Шугаева/ (1990)
- «Туған жер» (1990)
- «Кешір мені» /сл. Багаев/ (1990)
- «Тамаша» (1991)
- «Айнұрым» (1991)
- «Қандай тамаша» /сл. Ж. Нуркан/ (1995)
- «Жігерлі жеткіншек» /сл. Ж.Нуркан/ (1995)
- «Жаңа жыл» /сл. Ж. Нуркан/ (1995)
- «Айналайын халқымнан» /сл. Ж. Нуркан/ (1996)
- «Ана рухы» /сл. А. Аймах/ (1998)
- «Ауылымды еске алып» /сл. Ж. Нуркан/ (2002)
- «Мен саған еркелеймін» /сл. К. Казыбекова/ (2003)
- «Алматы сазы» /Д. Канатбаев/ (2004)
- «Бесік жыры» /сл. А. Асылбекова/ (2005)
- «Құрдастарым» /сл. А. Асылбекова/ (2005)
- «Көктем думан» /сл. А. Асылбекова/ (2005)
- «Үрбибі» /сл. Б. Бекахметова/ (2006)
- «Алматы асқақта» /сл. А. Алимова/(2006)
- «Құрышқан» обработка народного произведения (2006)
- «Мінезі жүйріктердің соқпа-соқпа» обработка песни Абая (2006)
- «Сәулем қыздар» обработка песни Жаяу Мусы (2006)
- «Ғашықпын аяулым» /сл. Ш.Сариев/ (2008)
- «Шолпан» обработка народного произведения (2008)